# Kiwix
Kiwix – wolny i otwarty program stanowiący czytnik plików w formacie ZIM, otwartym formacie archiwum o wysokim stopniu kompresji. Głównym zastosowaniem programu jest przeglądanie treści Wikipedii w trybie offline na komputerach i urządzeniach mobilnych. Umożliwia dostęp do zasobów różnych projektów Wikimedia Foundation oraz Projektu Gutenberg.
Obecnie zyskuje popularność wśród turystów, którzy będąc za granicą, nie mają dostępu do Internetu. Używany jest między innymi do przemytu Wikipedii zapisanej na pamięci USB do Korei Północnej, czy w szkołach krajów rozwijających się, które nie mogą pozwolić sobie na zapewnienie dostępu do Internetu.
Pełna wersja polskojęzycznej edycji Wikipedii z września 2021 roku zajmuje 14,7 GB. Istnieje też wersja bez obrazków zajmująca 7,0 GB.